# Francis John Spence
Francis John Spence, né le 3 juin 1926 à Perth en Ontario et décédé le 27 juillet 2011, était un prélat canadien de l'Église catholique. Il a été l'archevêque de l'archidiocèse de Kingston de 1982 à 2002. Il a également servi en tant que vicaire et ordinaire de l'ordinariat militaire catholique du Canada pour les Forces armées canadiennes de 1986 à 1987.

## Biographie
Francis John Spence est né le 3 juin 1926 à Perth en Ontario. Il a été ordonné prêtre le 16 avril 1950 et est consacré évêque le 15 juin 1967 par Maurice Roy avec comme co-consécrateurs Joseph Anthony O'Sullivan et Joseph Raymond Windle (de).
Il est décédé le 27 juillet 2011 à l'âge de 85 ans.